# Ici, d'ailleurs
Ici, d'ailleurs… est un label indépendant. Fondé en 1997 par Stéphane Grégoire, il fait suite au projet de label associatif Sine Terra Firma. Le label est situé à Nancy.
Ici, d'ailleurs… regroupe plusieurs secteurs d'activités : la production, l'édition, et le booking.

## Historique

### 1995 - 2001
Stéphane Grégoire fonde le label associatif Sine Terra Firma à Nancy et sort les deux premiers albums de Yann Tiersen, La Valse des monstres (1995) et Rue des Cascades (1996) qui rencontrent un succès grandissant. En 1997, l'association a sorti une compilation nommée Ici, d'ailleurs dans laquelle se retrouvaient aux côtés d'autres : Yann Tiersen et Dominique Petitgand, le frère de Laurent Petitgand. Stéphane Grégoire décide, sous les conseils de Yann Tiersen de créer un label sous le nom de cette compilation : Ici, d'ailleurs…
Ici, d'ailleurs… garde, depuis sa création, une ligne éditoriale éclectique, sans frontière et ne se conformant à aucun genre musical précis. Le logo est aussi évocateur de ce choix éditorial: créé par Francis Meslet, il représente une silhouette qui court vers une porte.
La sortie du troisième album de Yann Tiersen, Le Phare (1998) permet au label de rencontrer un fort succès. La musique de Yann Tiersen fut par ailleurs, retenue par Jean-Pierre Jeunet pour le film Le fabuleux destin d'Amélie Poulain en 2001. Il s'agissait de morceaux tirés de ses précédents albums et compilés pour la bande originale.

### 2002 - 2009
En 2002, le label crée 0101-music. Il s'agit d'une sous-division électronique permettant de différencier les artistes utilisant un processus de création tourné essentiellement vers l'électronique. Cette sous-division verra naitre une quinzaine de projets parmi lesquels l'album éponyme de Gravité Zéro, ou encore Providence de Variety Lab, dont on retrouvera le morceau « London in the Rain » dans les compilations Lounge Hôtel Costes de Stéphane Pompougnac, puis en 2017 sur la bande originale du jeu vidéo Gran Turismo Sport.
Deux ans plus tard, Ici, d'ailleurs… crée une collection nommée OuMuPo (acronyme de OUvroir de MUsique POtentiel) en référence à l'Ouvroir de littérature potentielle (Oulipo). Le label décline le principe d'art sous contrainte et demande à des artistes de remixer une partie du catalogue en respectant une charte préétablie. Désireux de mélanger les genres et fanatique de l’OuBaPo (OUvroir de BAnde-Dessinée POtentiel), Ici d'ailleurs… a demandé à Jean-Christophe Menu, membre fondateur de l’Association, éditeur de bandes dessinées indépendant, de participer à la collection en dirigeant la partie graphique du projet[réf. souhaitée]. Pour chaque nouvel opus, les oubapiens ont créé une bande dessinée inédite de 16 pages régie par de nouvelles contraintes faisant écho à celles établies par Ici, d’ailleurs… pour la partie musicale du projet. La collection comprend six albums, dont un projet avec DJ Krush.
Fin 2004, Stéphane Grégoire souhaite à la fois réinterpréter la musique du groupe Coil et leur rendre hommage. Le projet This Immortal Coil se construit peu à peu pendant cinq ans avec Yaël Naim, Bonnie Prince Billy, Yann Tiersen, Matt Elliott, DAAU, Chapelier Fou, Sylvain Chauveau, Christine Ott, Oktopus, Nightwood, David Donatien et Nicolas Jorio. L'album The Dark Age of Love comprenant onze ré-interprétations du groupe Coil sort en octobre 2009. Un second opus de This Immortal Coil, The World Ended a Long Time Ago sort en 2023 avec la présence de plusieurs artistes européens de renoms notamment le groupe norvégien ULVER, Massimo Pupillo du groupe Zu, Aho Saan... 

### Depuis 2009
En 2012 est créée More Over, une sous-division consacrée aux rééditions d’albums de la scène New wave qui comprend quatre sorties depuis 2012. Puis en 2014 Mind Travels Serie consacrée aux musiques ambient et avant-gardistes.
En parallèle, la maison mère Ici, d'ailleurs.. continue à produire une dizaine de disques par an : Matt Elliott, Chapelier Fou, Michel Cloup ou The Married Monk entre autres. Le label réédite également plusieurs albums notables, comme les albums de Diabologum et de Mendelson, anciens groupes du label Lithium, Down to the Bone de Sylvain Chauveau, album hommage à Depeche Mode ou encore Radio Ape de dDamage.
En 2017, le label Ici, d'ailleurs.. fête ses 20ans à L'Autre Canal dans le cadre des Nancy Jazz Pulsationsavec plusieurs invités dont Virginie Despentes et Beatrice Dalle qui ont lu des textes de Pier Paolo Pasolini sur la musique du groupe Zëro, ex Bästard, un des groupes historiques du label. Dans le cadre de cet événement, le label Ici, d'ailleurs.. organisa également une exposition des différents artworks utilisés pour la série Mind Travels. 

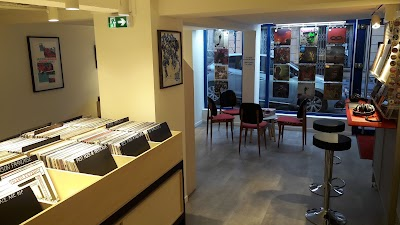
Rhizome Record Store

Fin 2018, Le Label ici, d'ailleurs.. ouvre Rhizome Record Store : Magasin de disques indépendant situé au rez-de-chaussée de l'immeuble du 15, Rue Gilbert (Nancy), siège social du label. Le magasin est spécialisé dans les musiques expérimentales : Krautrock, Ambient, Musique industrielle..

## Sous-labels
Il existe plusieurs sous-labels affiliés à Ici, d'ailleurs :
- Mind Travels Serie: Sous collection née en 2014, consacrée aux musiques expérimentales, néo-classiques, ambient et industrielles. L’identité graphique de la collection est confiée au photographe URBEX Francis Meslet[16]. Geins't Naït & Laurent Petitgand, l'anglais Scanner, le canadien Aidan Baker, URUK, Thighpaulsandra du groupe Coil et Spiritualized, ont sorti plusieurs albums sur cette collection.
- More Over: Une sous-division consacrée aux rééditons d’albums cultes de la scène New Wave, lancée à l’occasion d’une collaboration avec KaS Product en 2012[17]. En 2019 paraît la réédition des "Visiteurs du Soir" de Mathématiques Modernes. Un coffret DVD des films d'Otomo De Manuel So Young But So Cold / Who Killed Nancy sur la scène Colwave, Post-punk nancéienne sort en 2024.
- OuMuPo: L’OUvroir de MUsique POtentielle, lancé en 2004, le label décline le principe d’art sous contrainte et demande à des artistes de remixer une partie du catalogue en respectant une charte préétablie[18]. Actuellement, la collection comprend six albums avec notamment Dj Krush, Rubin Steiner ou encore Kid Loco.
- 0101: Désormais inactive, on peut y trouver une quinzaine de références.
- Besides: Sous collection née au début des années 2000.

## Artistes
Le catalogue du label Ici, d'ailleurs… répertorie une soixantaine d'artistes depuis 1995 :
- ABD
- Aldea / Chiossone
- Angélique Ionatos
- Amor Belhom Duo
- Arca
- Arnaud Michniak
- Barth
- Bästard
- Bästard / Yann Tiersen
- Bed
- Bruit Noir
- Rodolphe Burger / Olivier Cadiot
- Chapelier Fou
- CoH (musician) (en)
- David Chalmin
- David Delabrosse
- David Sylvian
- DDamage
- Deity Guns
- Dominique Petitgand
- Ensemble 0 / Moondog
- Eric Aldea
- EZ3kiel
- Fugu
- Gablé
- Geins't Naït & L.Petitgand
- Gravité Zéro
- Gontard!
- Headphone
- I&Fused
- Jean-Philippe Goude
- Julien Ribot
- KaS Product
- Lars
- Linky
- Louis Ville
- Madrid
- Les Marquises
- Matt Elliott (musician) (en)
- Mathias Delplanque
- Melaine Dalibert
- Mendelson
- Mein Sohn William
- Michel Cloup Duo
- Mick Hart
- Micro:mega
- Midori Hirano
- Miët
- Narcophony
- Nonstop
- Numbers not Names
- Orchard
- Orka
- Pascal Bouaziz
- Le Professeur Inlassable
- Programme
- Spade & Archer
- Steve Tallis & The Holly Ghosts
- Stefan Wesolowski

- Sylvain Chauveau & Ensemble Nocturne
- The Digital Intervention
- Thee, stranded horse
- The Married Monk
- The Shoppings
- The Third Eye Foundation (en)
- This Immortal Coil
- Thomas Belhom
- Tomasz Sroczyński
- Trupa Trupa
- Uruk
- Variety Lab
- Winter Family
- Wysteria
- Yann Tiersen
- Yann Tiersen & Shannon Wright
- Zëro
- Zëro & Virginie Despentes